# The Walt Disney Company Korea
La société Walt Disney Company a été créée aux États-Unis en 1923 par Walt Disney mais sa présence en Corée du Sud date de décembre 1992 avec la télévision. La filiale de Disney pour cette région se nomme The Walt Disney Company Korea et son siège social est situé au 7e étage du Star Tower, Gangnam Finance Center.

## Historique
L'implantation en Corée du Sud a débuté en décembre 1992 essentiellement avec les activités cinématographiques, télévisuelles (Disney Channel, Playhouse Disney, ESPN), et médias interactifs et les produits de consommation dont l'édition et en 2002, l'activité de téléphonie mobile complète l'offre,.
Le 4 septembre 2008, Kim Jung-ju, président de Nexon annonce qu'il pourrait vendre une partie de ses actions à Walt Disney Korea tandis que les directeurs évoquent des pourparlers commerciaux dans les jeux vidéo.
En mai 2010, Disney s'est associé à SK Telecom pour fournir des chaînes de télévision en langue coréenne à partir du printemps 2011e,.
Le 2 mars 2011, Luke Kang, spécialiste des médias ayant travaillé pour MTV Networks en Asie, est nommé directeur de la division coréenne,.
Le 6 août 2013, la ville de Busan annonce un été de cinéma en partenariat avec Walt Disney Korea au Busan Cinema Center avec la diffusion des versions coréennes du Monde de Nemo, Raiponce, La Petite Sirène, Le Roi lion, Toy Story 3, La Belle et la Bête ainsi que les versions anglaises de Star Wars, épisode I, épisode II et épisode III.
Le 5 décembre 2016, le studio d'animation canadien 9 Story Media signe plusieurs contrats de diffusion de séries d'animations avec Disney en Asie, trois avec Disney Southeast Asia, trois autres avec Disney Australia, une saison avec Disney Korea et une autre avec Disney Japan.